# Jack Sholder
Jack Sholder (Filadelfia, 8 de junio de 1945) es un director de cine conocido por su trabajo en el género de películas de terror, especialmente Solos en la oscuridad, A Nightmare on Elm Street 2: Freddy's Revenge, The Hidden y Wishmaster 2: el mal nunca muere.
En el comentario para la edición en DVD de The Hidden, Jack Sholder afirma que su director favorito es Jean Renoir.
Actualmente está jubilado desde el verano de 2017, como profesor en el departamento de teatro y cine de la Western Carolina University.
Durante su entrevista para la segunda parte de Behind the curtain (2012), confesó que de todas las películas que había hecho, Arácnido (2001) era la que menos le gustaba. En la misma entrevista, citó Solos en la oscuridad (1982), The hidden (1987), By dawn early light (1990) y 12:01 (1993) como sus películas favoritas de entre las que ha hecho.

## Filmografía
- Solos en la oscuridad (1982)
- A Nightmare on Elm Street 2: Freddy's Revenge (1985)
- The Hidden (1987)
- Vietnam War Story II (1988)
- Renegades (1989)
- By Dawn's Early Light (1990)
- 12:01 (1993)
- Natural Selection (1994)
- Sketch Artist II: Hands That See (1995)
- Generación X (1996)
- Runaway Car (1997)
- Wishmaster 2:El Mal Nunca Muere (1999)
- Supernova (2000) (no acreditado)
- Arachnid (2001)
- Beeper (2002)
- 12 Days of Terror (2004)
- Never Sleep Again: The Elm Street Legacy (2010) (documental) (él mismo)
- Behind the Curtain Part II (2012) (documental) (él mismo)

## Premios
- Premio de la Crítica en el Festival de Cine de Sitges 1987 por The Hidden.
- Nominación a Mejor Director por The Hidden, de la Academia de ciencia ficción, fantasía y películas de terror en 1988.
- Mejor director de nominación y el premio a la mejor película en el festival Fantasporto 1988 por The Hidden.
- Gran Premio en el Festival de cine fantástico de Avoriaz 1988 por The Hidden.
- Premios Especiales y la nominación a la mejor película en el festival MystFest 1989 por Renegades.
- Premio del público Pegasus durante el Festival Internacional de Cine Fantástico de Bruselas 1994 por 12:01.
- Gran Premio a la mejor película salida directamente en vídeo, en el festival Festival international du film fantastique de Gérardmer 1994 por 12:01.
- Nominación a la mejor película en el festival Fantasporto 2002 por Arachnid.